# Mantelkante
Die Mantelkante ist derjenige Teil der Großhirnrinde, an dem die konvexe äußere Hirnoberfläche am Interhemisphärenspalt in die innere plane Oberfläche übergeht.
Die Blutversorgung der Mantelkante erfolgt über die Arteria cerebri anterior.
In der Repräsentation der Körperregionen (Homunkulus-Darstellung) liegen Teile der unteren Extremität im Bereich der Mantelkante.
Bei einer Schädigung (Mantelkantensyndrom) ist daher hauptsächlich das Bein betroffen.

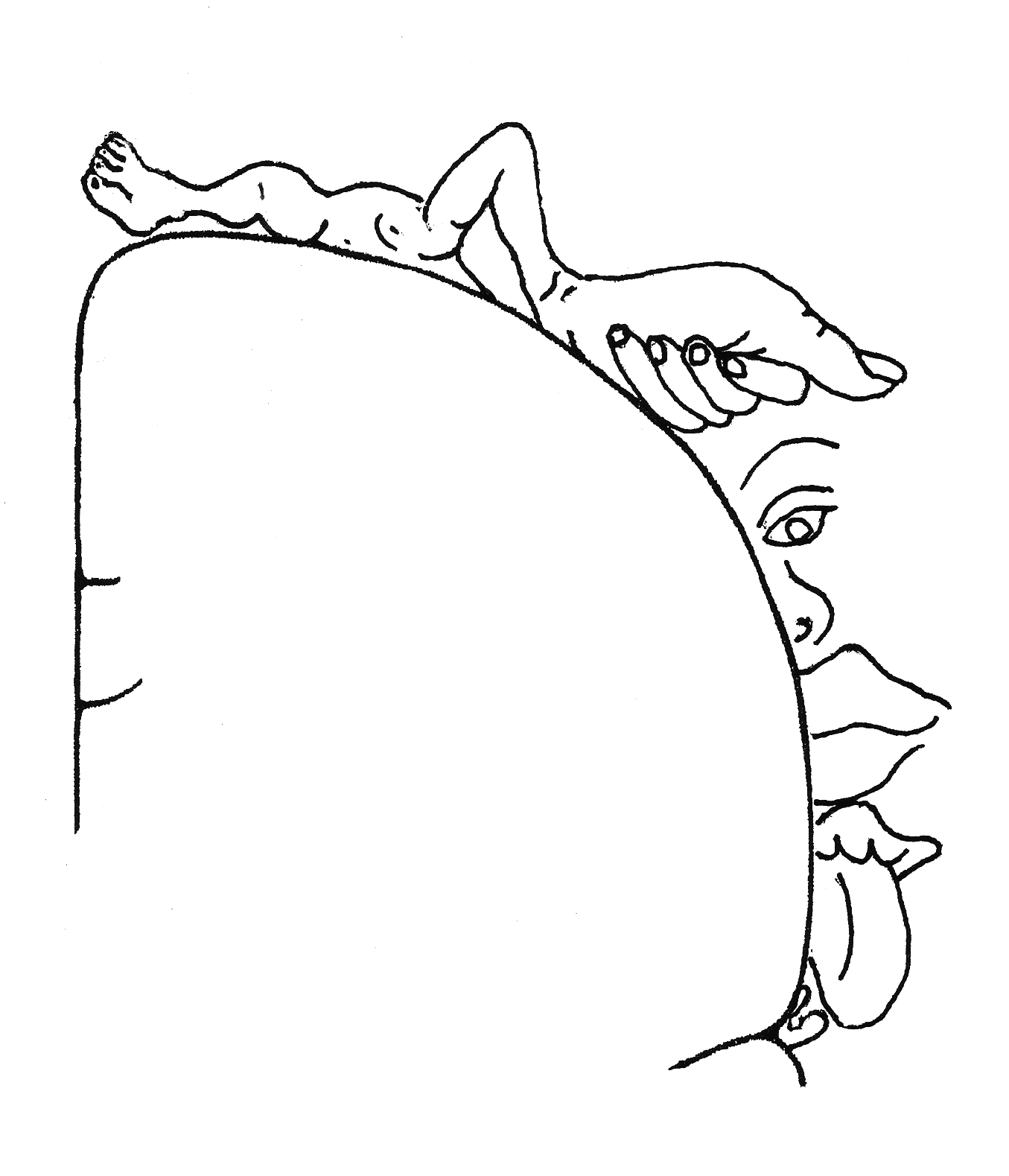
Bekannte Darstellung eines kortikalen Homunkulus nach Wilder Penfield. Links im Bild unter dem „Fuß“ liegt die Mantelkante